# Chris Morris (fodboldspiller)
 For alternative betydninger, se Chris Morris. (Se også artikler, som begynder med Chris Morris)
Christopher Barry "Chris" Morris (født 24. december 1963 i Newquay, England) er en engelskfødt irsk tidligere fodboldspiller (forsvarer).
Morris' spillede gennem sin karriere hos henholdsvis Sheffield Wednesday og Middlesbrough i England, ligesom han tilbragte fem år hos den skotske storklub Celtic. Han vandt både et skotsk mesterskab og to udgaver af den skotske FA Cup med Celtic.
For det irske landshold spillede Morris 35 kampe i perioden 1987-1993. Han var en del af den irske trup til både EM 1988 i Vesttyskland og VM 1990 i Italien.

## Titler
Skotsk mesterskab
- 1988 med Celtic

Skotsk FA Cup
- 1988 og 1989 med Celtic